# 무로후시 유카
무로후시 유카(일본어: 室伏 由佳, むろふし ゆか, 1977년 2월 11일~)는 일본의 육상 선수로 주 종목은 해머던지기와 원반던지기이다. 일본 해머던지기 국가대표로 활동한 무로후시 고지의 여동생으로 잘 알려져 있다. 2004년 하계 올림픽 여자 해머던지기 종목에 출전했으며 현재 일본 여자 해머던지기 기록 보유자이다.